# Dryopteris mangindranensis
Dryopteris mangindranensis är en träjonväxtart som beskrevs av Tard. Dryopteris mangindranensis ingår i släktet Dryopteris och familjen Dryopteridaceae. Inga underarter finns listade.